# Río Olifants (Provincia Cabo Occidental)
El río Olifants (en afrikáans: Olifantsrivier) es un río de la zona noroccidental de la Provincia del Cabo Occidental de Sudáfrica. La cuenca superior y principal del río Olifants está alrededor de Ceres y las montañas Cederberg. Las presas de Clanwilliam y Bulshoek están situadas en el río y proporcionan agua a las ciudades y granjas a lo largo del curso de agua. El río tiene una longitud aproximada de 285 km, con una cuenca hidrográfica de 46 220 km² y desemboca en el océano Atlántico en Papendorp, a 250 km al norte de Ciudad del Cabo.

## Cuenca
El río Olifants nace en las montañas Winterhoek al norte de Ceres. El cauce principal es de aproximadamente 265 km de largo. El río fluye hacia el noroeste a través de un valle profundo y estrecho que se ensancha y se aplana en una amplia llanura de inundación debajo de Clanwilliam. 
El río finalmente desemboca en el Océano Atlántico cerca de Papendorp. En la desembocadura, el río Olifants está dividido en dos por una isla que exhibe formaciones rocosas interesantes.

### Tributarios
Su principal afluente es el río Doring, que cambia de nombre a Melkboom/Oudrif antes de unirse al Olifantes. Los afluentes que fluyen desde el este, como el río Thee, el río Noordhoek, el río Boontjies, el río Rondegat y el río Jan Dissels son típicamente perennes, excepto el río Sout. Los que fluyen desde el oeste, como el río Ratels, el río Elandskloof y el río Seekoeivlei son más pequeños y estacionales, y no contribuyen mucho al flujo del sistema.

## Presas
Presas en el área de captación del río Olifants: 
- La presa de Clanwilliam, con una capacidad de almacenamiento de 127.000.000 metros cúbicos.
- La presa de Bulshoek, con una capacidad de almacenamiento de 7.500.000 metros cúbicos.

Las principales ciudades situadas por debajo de la cuenca del río Olifants/Doring son Lutzville, Vredendal y Vanrhynsdorp, situadas en la cuenca baja, y Clanwilliam y Citrusdal en la cuenca media. 